# Celtic Park (Belfast)
Il Celtic Park era uno stadio e un cinodromo di Belfast, era situato nella zona tra Falls Road e Donegal Road e veniva soprannominato The Paradise dai tifosi locali. L'impianto fu aperto nel 1901 ed ospitò le gare casalinghe della squadra di calcio del Belfast Celtic sino al 1949, oltre a diverse finali della Irish Cup.
Nel 1903 venne costruito intorno al campo da calcio un tracciato ovale pensato per ospitare corse di cavalli, ciclistiche o di atletica leggera. Il cinodromo venne inaugurato il 18 aprile 1927 e fu il primo ad essere aperto in Irlanda. All'apice del suo utilizzo arrivò ad avere una capienza di circa 50.000 posti, di cui 2.000 a sedere.
Con il ritiro del Belfast Celtic dalle competizioni sportive lo stadio venne adoperato esclusivamente come circuito per le corse dei levrieri con la sola eccezione di alcune partite amichevoli disputate dagli ex giocatori della squadra come ad esempio quella che si svolse il 17 maggio 1952 contro il Celtic di Glasgow.
Il cinodromo restò in uso sino ai primi anni 80 del '900 quando venne demolito per lasciare spazio ad un centro commerciale.

## Struttura
Lo stadio aveva una pianta ovale, il campo di gioco era circondato dalla pista in terra battuta dove si svolgevano le corse dei cani. La prima copertura parziale dello stadio venne costruita nel 1905, la prima tribuna con posti a sedere nel 1910.